# Нітриця (село)
Нітриця (словац. Nitrica) — село, громада округу Пр'євідза, Тренчинський край. Кадастрова площа громади — 24.03 км².
Населення 1209 осіб (станом на 31 грудня 2020 року).

## Історія
Нітриця згадується 1113 року.

## Населення
| Рік:            | 1994. | 2004.   | 2014.   | 2024.   |
| --------------- | ----- | ------- | ------- | ------- |
| Кількість осіб: | 1219  | 1260    | 1223    | 1151    |
| Різниця:        |       | +3,36 % | -2,93 % | -5,88 % |

| Рік:            | 2023. | 2024.   |
| --------------- | ----- | ------- |
| Кількість осіб: | 1166  | 1151    |
| Різниця:        |       | -1,28 % |